# Olympische Sommerspiele 2024/Teilnehmer (Botswana)
| Gelbes Symbol für Goldmedaillen mit stilisierten Olympischen Ringen | Graues Symbol für Silbermedaillen mit stilisierten Olympischen Ringen | Braundes Symbol für Bronzemedaillen mit stilisierten Olympischen Ringen |
| ------------------------------------------------------------------- | --------------------------------------------------------------------- | ----------------------------------------------------------------------- |
| 1                                                                   | 1                                                                     | —                                                                       |

Botswana nahm an den Olympischen Spielen 2024 vom 26. Juli bis zum 11. August 2024 in Paris mit 13 Athleten (11 Männer, 2 Frauen) teil. Es war die insgesamt zwölfte Teilnahme an Olympischen Sommerspielen.

## Medaillen

### Medaillenspiegel
| Rang   | Sportart       | Gold | Silber | Bronze | Gesamt |
| ------ | -------------- | ---- | ------ | ------ | ------ |
| 1      | Leichtathletik | 1    | 1      | –      | 2      |
| Gesamt | Gesamt         | 1    | 1      | 0      | 2      |

### Medaillengewinner
| Name/n                                                         | Sportart       | Wettkampf |
| -------------------------------------------------------------- | -------------- | --------- |
| Gold                                                           |                |           |
| Letsile Tebogo                                                 | Leichtathletik | 200 m     |
| Silber                                                         |                |           |
| Letsile Tebogo Collen Kebinatshipi Anthony Pesela Bayapo Ndori | Leichtathletik | 4 × 400 m |

## Teilnehmer nach Sportarten

### Leichtathletik
Die Olympianormen des Weltverbandes wurden in vier Disziplinen erreicht. Zudem konnte sich über die World Athletics Relays 2024 die 4 × 400 m-Staffel der Männer qualifizieren.
Laufen und Gehen
| Athleten                                                       | Wettbewerb   | Vorlauf     | Vorlauf | Hoffnungslauf | Hoffnungslauf | Halbfinale    | Halbfinale    | Finale        | Finale        | Rang          |
| Athleten                                                       | Wettbewerb   | Zeit        | Rang    | Zeit          | Rang          | Zeit          | Rang          | Zeit          | Rang          | Rang          |
| -------------------------------------------------------------- | ------------ | ----------- | ------- | ------------- | ------------- | ------------- | ------------- | ------------- | ------------- | ------------- |
| Frauen                                                         |              |             |         |               |               |               |               |               |               |               |
| Oratile Nowe                                                   | 800 m        | 2:01,00 min | 6       | 2:03,29 min   | 5             | ausgeschieden | ausgeschieden | ausgeschieden | ausgeschieden | ausgeschieden |
| Männer                                                         |              |             |         |               |               |               |               |               |               |               |
| Letsile Tebogo                                                 | 100 m        | 10,01 s     | 7       | —             | —             | 9,91 s        | 6             | 9,86 s        | 6             | 6             |
| Letsile Tebogo                                                 | 200 m        | 20,10 s     | 1       | —             | —             | 19,96 s       | 1             | 19,46 s       | 1             | Gold          |
| Collen Kebinatshipi                                            | 400 m        | 44,45 s     | 3       | —             | —             | 44,43 s       | 3             | ausgeschieden | ausgeschieden | ausgeschieden |
| Bayapo Ndori                                                   | 400 m        | 44,87 s     | 2       | —             | —             | 44,43 s       | 4             | ausgeschieden | ausgeschieden | ausgeschieden |
| Leungo Scotch                                                  | 400 m        | 45,28 s     | 5       | 45,33 s       | 2             | 45,16 s       | 7             | ausgeschieden | ausgeschieden | ausgeschieden |
| Kethobogile Haingura                                           | 800 m        | 1:46,46 min | 7       | 1:45,52 min   | 1             | 1:44,95 min   | 7             | ausgeschieden | ausgeschieden | ausgeschieden |
| Tshepiso Masalela                                              | 800 m        | 1:45,58 min | 3       | —             | —             | 1:45,33 min   | 2             | 1:42,82 min   | 7             | 7             |
| Tumo Nkape                                                     | 800 m        | 1:46,99 min | 6       | 1:45,57 min   | 7             | ausgeschieden | ausgeschieden | ausgeschieden | ausgeschieden | ausgeschieden |
| Victor Ntweng                                                  | 400 m Hürden | 49,59 s     | 5       | 48,88 s       | 3             | ausgeschieden | ausgeschieden | ausgeschieden | ausgeschieden | ausgeschieden |
| Letsile Tebogo Collen Kebinatshipi Anthony Pesela Bayapo Ndori | 4 × 400 m    | 2:57,76 min | 1       | —             | —             | —             | —             | 2:54,53 min   | 2             | Silber        |

### Schwimmen
| Athleten        | Wettbewerb     | Vorlauf     | Vorlauf | Halbfinale    | Halbfinale    | Finale        | Finale        | Rang |
| Athleten        | Wettbewerb     | Zeit        | Rang    | Zeit          | Rang          | Zeit          | Rang          | Rang |
| --------------- | -------------- | ----------- | ------- | ------------- | ------------- | ------------- | ------------- | ---- |
| Frauen          |                |             |         |               |               |               |               |      |
| Maxine Egner    | 100 m Freistil | 58,98 s     | 27      | ausgeschieden | ausgeschieden | ausgeschieden | ausgeschieden | 27   |
| Männer          |                |             |         |               |               |               |               |      |
| Adrian Robinson | 100 m Brust    | 1:02,79 min | 27      | ausgeschieden | ausgeschieden | ausgeschieden | ausgeschieden | 27   |